# União Baiana de Escritores
A União Baiana de Escritores (UBE/BA ou UBESC) foi inspirada na União Brasileira de Escritores (UBE), a mais antiga associação de escritores do Brasil, criada em 17 de janeiro de 1958, em São Paulo, neste ano também foi criado à UBE/PE e em 27 de agosto, foi criada a União Brasileira de Escritores do Rio de Janeiro. Então nasceu a ideia da criação de uma UBE, na Bahia. A primeira reunião da da UBE/BA foi feita em 5 de fevereiro de 2011, contou com a presença de Ubiratan Castro de Araújo, diretor da Fundação Pedro Calmon, instituição vinculada a Secretaria de Cultura da Bahia; contou também com a presença de Aramis Ribeiro Costa (presidente da Academia de Letras da Bahia), na reunião houve a proposta de fazer uma parceria com academias de letras e artes, de todo o estado, proposta essa que ganhou ressonância com a participação do presidente do Fórum Permanente de Academias da Bahia, Araken Vaz galvão. No dia 17 de agosto de 2013, foi organizado a reunião da diretoria que por sua vez teve como posse no III Encontro de Escritores Baianos Independentes (ENEBI), na Biblioteca Pública do Estado da Bahia.

## Membros
- Presidente: Roberto Leal (jornalista, escritor e editor-chefe)
- Vice-presidente: Carlos Souza Yeshua (jornalista, professor e escritor)
- Secretária: Cymar Gaivota (jornalista e escritora)
- Diretora de administração e finanças: Delci Silva Sousa (secretária)
- Diretor geral: Valdeck Almeida de Jesus (jornalista e escritor)
- Diretor de marketing e propaganda: Jorge Carrano (poeta e publicitário)
- Diretor de projetos: Marcelo de Oliveira Souza (poeta e professor)
- Membros correspondentes: Alberto Peixoto (em Feira de Santana) e Araken Vaz Galvão (em Valença)